# Лаккин, Джанкарло
Джанкарло Лаккин — итальянский философ

, преподаватель эстетики гуманитарного факультета Миланского университета и Академии изящных искусств Альдо Галли в Комо, член S.I.E, Итальянского Общества Эстетики. Лаккин окончил факультет философии на кафедре эстетики Миланского университета, защитил диссертацию по поэтике Стефана Джорджа (Stefan George). Степень доктора философии (эстетика) получил в Болонском университете, защитив диссертацию о взаимосвязи грузинской поэтики и древности с точки зрения философии искусства.

## Научная и преподавательская деятельность
Дж. Лаккин занимается немецкой поэтикой и эстетикой в классико-романтическую эпоху, а также в период авангарда, на темы которых он опубликовал несколько монографий и статей. Он также курирует исследования в области современной культуры, разрабатывая исследовательские и выставочные проекты, и уделяя особое внимание диалогу между искусствами в так называемую «Эпоху пост-ауры». с 2005 по 2009 год вел преподавательскую и научную деятельность на философском факультете Миланского университета, специализируясь на немецкой эстетике классико-романтическую эпоху, уделяя особое внимание философия истории (Шпенглер, Юнгер) и истории культуры (Baeumler, Korff, Kommerell). В частности, он исследует вопросы, связанные с эстетикой Романтизма, Античности (особенно с платонической традицией) и с темой, касающейся соотношения древнего и современного. В период с 2005 по 2009 гг. его преподавательская деятельность включала проведение мастер-классов и семинаров в рамках магистерской программы эстетики и эстетики, ведение научного руководства, а также организацию конференций и семинаров, среди которых семинары «Эстетика и философия искусства», «Сложная идентичность» (2005), «Гёте. Эволюция и форма» (2006 г.), «Музыка и философия» (2008 г.)
Помимо преподавания, Д. Лаккин занимается переводческой деятельностью, работая над трудами немецких авторов, среди которых Гёте, Шлегель, Джордж, Хофмансталь, Клагес, Зиммель и Риккерт.

### Проекты
- С 2011 года Джанкарло Лаккин участвует в научно-исследовательском проекте «Эстетика города: темы, проблемы, практики» в Исследовательской лаборатории(ISS) Alma Mater Studiorum Болонского университета.
- С 2016 года Лаккин является генеральным секретарем Фонда Zecchi — Международной академии наук о красоте (AISBE — Accademia Internazionale di Scienza della Bellezza).
- С 2017 года преподает эстетику в Академии «Альдо Галли» в Комо (Школа современного искусства). Руководитель журнала «Паноптикон. Журнал центральноевропейской культуры».
- Редактор альманаха «Aisthema. Философия, теология, эстетика» а также журнала «Философия и теология».

## Публикации на итальянском языке
Монографии:
- Stefan George e l’antichità. Lineamenti di una filosofia dell’arte, prefazione di M.L. Roli, University Words, Lugano 2006.
- Ludwig Klages: coscienza e immagine. Studio di storia dell’estetica, Mimesis, Milano 2011.
- (con Stefano Zecchi), I classici dell’estetica. Antologia di testi, Libraccio, Milano 2013.
- Romanticismo e avanguardia, presentazione di E. Franzini, Cortina, Milano 2015.

Статьи:
- Goethe e il mondo delle immagini, in L. Klages, Goethe come esploratore dell’anima, a cura di G. Lacchin, presentazione di G. Moretti, Mimesis, Milano 2003, pp. 11-39
- “Nota bibliografica” a cura di G. Lacchin, in L. Klages, La realtà delle immagini. Simboli elementari e civiltà preelleniche, a cura di G. Moretti, Marinotti, Milano 2005, pp. 197-199
- Immagine e anima. Sincronicità del bello in Ludwig Klages, in I nomi della sincronicità, a cura di S. Baratta e F. Ermini, Moretti & Vitali, Bergamo 2007, pp. 74-77
- Bellezza e metamorfosi della memoria: la poetica delle ipotesi di Salvatore Fiume, in Salvatore Fiume. Identità di un protagonista a dieci anni dalla scomparsa (1915-1997), Masso delle Fate, Signa 2007, pp. 19-21
- “Bellezza demonica” e classicità nel mito di Amore e Psiche, in Amore e Psiche. La favola dell’anima, a cura di E. Fontanella, Bompiani, Milano 2013, pp. 395-401
- Forme di una narrazione contemporanea. Le immagini auratiche di Elia Festa, in Elia Festa. Nato soprattutto a Milano, a cura di F. D’Amico, NFC, Milano 2017, pp. 233-243
- La voce della dissomiglianza. Gianluca Quaglia e il paesaggio dell’anima, in Giovanni Francesco Ferrero Gianluca Quaglia. Il miglior posto. Un dialogo fra artisti nel tempo, a cura di A. D’Amico, Silvana Editoriale, Milano 2017, pp. 57-62
- Lacchin G. Forme di classicità romantica nella Hölderlin-Rezeption del George-Kreis.2017
- Ironia e fiaba nell’estetica della Frühromantik. Il caso di E.T.A. Hofmann, in Il sorriso al potere. I Classici del ridere di Angelo Fortunato Formiggini (1913-1938), a cura di I. Piazzoni e G. Polimeni, Franco Angeli, Milano 2020, pp. 192-202